# Anti-étoile
Une anti-étoile (ou antiétoile) est un objet céleste hypothétique, analogue à une étoile ordinaire, mais constitué d'antimatière.
Il est généralement tenu pour acquis que l'Univers est exempt d'objets et de domaines d'antimatière, mais fin 2016 cette certitude a été remise en cause par la possible détection de noyaux d'antihélium par l'expérience AMS 02. Si cette observation était confirmée, l'existence d'anti-étoiles proches fournirait une explication à l'origine des antinoyaux.
Pour contraindre l'abondance des anti-étoiles à proximité du Soleil, 14 étoiles candidates au statut d'anti-étoile (non associées à des sources de rayons gamma expliquées, et ayant un spectre compatible avec l'annihilation baryon-antibaryon) ont été identifiées dans le catalogue du télescope gamma LAT. Aucune anti-étoile n'a pu être identifiée, et une limite supérieure de la fraction f des anti-étoiles a été obtenue, fonction de la masse et de la vitesse de l'anti-étoile ainsi que de la densité de matière environnante. Pour une population d'étoiles aux propriétés équivalentes à celles des étoiles ordinaires concentrées dans le disque galactique, f < 2,5 × 10−6. Pour une population primordiale d'anti-étoiles réparties dans le halo galactique, f décroît avec la masse M considérée, de f < 0,2 pour M = M⊙ à f < 1,6 × 10−4 pour  M = 10 M⊙. On en déduit pour la densité numérique d'anti-étoiles dans le halo une limite supérieure de 10−5 à 10−2 par pc3, selon la distribution de leurs masses.